# Dirtsman

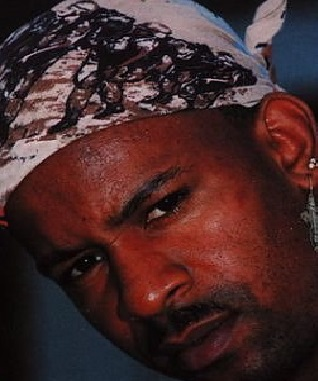
Dirtsman

Dirtsman (* 1966 in Spanish Town als Patrick Thompson; † 21. Dezember 1993 ebenda) war ein jamaikanischer Dancehall-Musiker.

## Leben und Karriere
Dirtsman war der Bruder des Dancehall-Künstlers Papa San, ihr Vater war der Betreiber des Black Universal Sound Systems. Dirtsman startete seine Karriere beim Sound System des Vaters und wechselte später zum Creation Rock Tower System aus Willowdene. Er nahm seit Mitte der 1980er Jahre Platten auf, sein erster Hit war 1990 Thank You, gefolgt von Borrow Man und der von Philip Smart in New York produzierten Single Hot This Year. Dirtsman stand am Beginn einer internationalen Karriere, er hatte kurz zuvor einen Plattenvertrag mit BMG unterzeichnet, als er am 21. Dezember 1993 im Alter von nur 27 Jahren auf der Veranda seines Hauses von vier Bewaffneten überfallen und erschossen wurde.

## Diskographie
- Acid (1992, VP Records)